# Nämnden för offentlig upphandling
Nämnden för offentlig upphandling (NOU) var en svensk myndighet som hade till uppgift att utöva tillsyn över offentlig upphandling i Sverige. Nämnden avvecklades den 1 september 2007 och tillsynen över den offentliga upphandlingen övertogs av Konkurrensverket. 